# The Black Secret
The Black Secret er en amerikansk stumfilm fra 1919 af George B. Seitz.

## Medvirkende
| Skuespiller        | Rolle        |
| ------------------ | ------------ |
| Pearl White        | Evelyn Ereth |
| Walter McGrail     | Ray McKay    |
| Wallace McCutcheon | Frederick    |
| George B. Seitz    |              |
| Henry G. Sell      |              |
| Marjorie Milton    |              |
| Harry Semels       |              |
| Francis Wightwick  |              |